# Katara Hospitality
 (janvier 2020).
Katara Hospitality est un développeur, propriétaire et gérant d’hôtels de luxe contrôlé par le fonds souverain du Qatar, le Qatar Investment Authority. 

## Création
En 1970, la société Qatar Hotels National Company est créée par le gouvernement du Qatar dans le but de promouvoir l’industrie touristique à Doha, qui à l’époque était pratiquement inexistante. 

## Changements de nom
En 1993, la société change de forme et est rebaptisée Qatar National Hotels Company. 
En mai 2012, les porte-paroles de Qatar National Hotels Company annoncent que la direction avait décidé de changer le nom du groupe, qui serait désormais connu sous le nom de Katara Hospitality. 
Ce dernier changement de nom aurait été effectué dans le contexte d’une opération de « rebranding » (transformation de l’image de marque) ayant pour but de dissocier le groupe du fonds souverain du Qatar qui la détient.       

## Siège
Le siège de Katara Hospitality se trouve dans la ville nouvelle de Lusail City, au Qatar.

## Structure
Le groupe Katara Hospitality est composé d’une société d’investissements ainsi que d’une société de gestion hôtelière, Murwab Hotel Group, créée en 2015[source insuffisante].

## Actionnaires
Katara Hospitality est entièrement détenue par le fonds souverain du Qatar, Qatar Investment Authority, à travers sa filiale Qatar Holding LLC. 

## Hôtels détenus par Katara Hospitality
Katara Hospitality est actuellement propriétaire ou actionnaire de 42 palaces dans monde, localisés dans plus de 12 pays différents, dont : 
- Le Qatar : 
  - Katara Towers, Lusail Marina District
  - Sheraton Grand Doha Resort & Convention Hotel
  - The Ritz-Carlton, Doha
  - Doha Marriott Gulf Hotel
  - Mövenpick Hotel Doha
- Le Royaume-Uni :
  - The Savoy, The Strand, Londres
  - Grosvenor House Hotel, Park Lane, Londres[7].
- La France : 
  - InterContinental Carlton Cannes
  - Le Royal-Monceau Raffles Paris
  - The Peninsula Paris
- La Suisse [8]: 
  - le Royal Savoy à Lausanne
  - le Schweizerhof à Berne
  - l'hôtel du Bürgenstock au-dessus du lac des Quatre-Cantons
- L’Italie : 
  - Hôtel Westin Excelsior Rome
- Les Etats-Unis:
  - Plaza New York
- Singapour : 
  - Hôtel Raffles

## Critiques
À l’image des autres filiales du fonds souverain qatari, Katara Hospitality fait souvent l’objet de critiques liées à la nature de ses investissements ainsi qu’aux méthodes qu’elle emploie dans son expansion. 
En effet, Katara Hospitality vise exclusivement à acheter des palaces prestigieux et historiques. Ainsi, à la suite de ses acquisitions très médiatisées d’hôtels légendaires tels que le Royal Monceau et le Carlton de Cannes, de nombreux commentateurs ont fait valoir que le gouvernement qatari, qui détenait en 2013 un parc immobilier français d’une valeur de plus de 6 milliards d’euros, cherchait par le biais de Katara Hospitality à « racheter » le patrimoine culturel et architectural français.
La stratégie d’investissement de Katara Hospitality crée elle aussi d’importantes polémiques. En effet, les qataris bénéficient en France d’un régime fiscal avantageux par rapport aux investisseurs français. En effet, le gouvernement de François Fillon leur a accordé en 2008 une exonération de taxe sur les plus-values immobilières ainsi que sur l’impôt sur la fortune pendant leurs cinq premières années de résidence en France.